# Pierre Rosanvallon
Pierre Rosanvallon   (Blois, 1 de gener de 1948) és un historiador francès, titular de la càtedra d'història política moderna i contemporània del Collège de France, des de 2001.
Els seus temes de recerca són la democràcia, la desigualtat i la representació política. La seva tesi principal és que, a les societats occidentals contemporànies, les fractures socials han quedat tan poc clares que els models actuals de representació política són incapaços de reflectir-les. Tot i que no nega que el món contemporani està marcat per profundes desigualtats, creu que aquestes ja no estructuren el conflicte social.
Pierre Rosanvallon va ser el creador, l'any 2002, de La République des Idées, un grup intel·lectual conservador que difon les seves idees a través de la publicació d'articles i llibres.
Es va graduar a HEC Paris, a la Universitat París-Dauphine i a l'EHESS.